# Artamus fuscus
El artamo ceniciento (Artamus fuscus) es una especie de ave paseriforme de la familia Artamidae. Está ampliamente distribuido en Asia, encontrándose en India, Sri Lanka, Bangladés, Nepal, China, Birmania, Laos, Tailandia, Camboya y Vietnam.